# Marvel One-Shots
Marvel One-Shots, auch bekannt als Marvel Einstellungen, sind eine Reihe von Comicverfilmungen in Form von Direct-to-Video-Kurzfilmen über Figuren, die zum Marvel Cinematic Universe gehören, und auf den Blu-rays der Kinofilme zu finden. Es wurden fünf kanonische MCU-Kurzfilme veröffentlicht und drei weitere, unkanonische Kurzfilme nachträglich als solche betitelt.
Die ersten zwei Kurzfilme erschienen unter der Bezeichnung Marvel Einstellung im deutschen Raum. Seit dem dritten Kurzfilm wird die originale Bezeichnung verwendet. Alle Kurzfilme lagen bis 2022 nur in englischer Sprache vor, auf den Blu-rays gibt es Untertitel in Deutsch. Für Marvel Studios: Legends sind einzelne Szenen der Kurzfilme synchronisiert worden. 
Im Mai 2015 wurde bekannt gegeben, dass es zurzeit keine Pläne gibt, neue Marvel One-Shots zu veröffentlichen. Im Juli 2019 wurde bekannt, dass einige aus dem Film Spider-Man: Far From Home geschnittene Szenen, die größtenteils von Peter Parkers Vorbereitungen auf seine Europareise handeln, als eigener Kurzfilm „Peters To-Do-Liste“ (Peter’s To-Do List) digital und auf der DVD/Blu-ray veröffentlicht werden.
Am 21. Januar 2022 wurden alle Kurzfilme mit deutscher Synchronisation, mit anfänglicher Ausnahme von Der Mandarin, auf der Streaming-Plattform Disney+ veröffentlicht. Dabei wurden auch Team Thor: Teil 1, Team Thor: Teil 2 und Team Darryl mit veröffentlicht, die somit nun auch als Marvel One-Shots gelten.

## Kurzfilme

### Der Berater (2011)
Bei Disney+ heißt der Kurzfilm The Consultant.
Agent Phil Coulson und Agent Sitwell unterhalten sich über die Avenger-Initiative – der Weltsicherheitsrat fordert, dass Abomination Teil des Teams ist. Nick Fury will dies nicht, kann aber einen direkten Befehl nicht verweigern. Die beiden Agenten hecken einen Plan aus. Sie schicken Tony Stark zu General Thaddeus „Thunderbolt“ Ross (in der letzten Szene des Films Der unglaubliche Hulk zu sehen) in der Hoffnung, dass der Deal platzt, weil Tony und Thunderbolt sich nicht leiden können und sie sich gegenseitig beschimpfen. Ihr Plan hat Erfolg und Thunderbolt Ross weigert sich, Abomination zu den Avengers zu schicken.

### Etwas Lustiges geschah auf dem Weg zu Thors Hammer (2011)
Agent Phil Coulson ist auf dem Weg zu Thors Hammer. In einer Tankstelle will er sich einen Snack kaufen, während die Tankstelle von zwei Gangstern überfallen wird. Sie wollen Phils Autoschlüssel, die er ihnen gibt. Außerdem gibt er ihnen seine Pistole. Unmittelbar darauf bewirft er sie mit Mehl und greift direkt danach an. Beide Gangster schaltet er aus. Er bezahlt an der Kasse und fährt weiter.

### Objekt 47 (2012)
Bei Disney+ heißt der Kurzfilm Item 47.
Das Pärchen Bennie und Claire hat eine Waffe der Außerirdischen aus Marvel’s The Avengers gefunden und Bennie hat sie repariert. Mit dieser Waffe verüben sie mehrere Banküberfälle. S.H.I.E.L.D. sendet den Agenten Sitwell aus, um die Waffe sicherzustellen und die beiden zu neutralisieren. In einem Motel kommt es zu einem Kampf, bei dem Sitwell die beiden besiegt. Sitwell erklärt den beiden, dass insgesamt 47 Objekte der Außerirdischen geborgen wurden und alle bis auf dieses defekt seien. Als Sitwell erfährt, dass Bennie die Waffe reparieren konnte, stellt er die beiden bei S.H.I.E.L.D. an.

### Agent Carter (2013)
Agent Carter beginnt mit der Absturzszene aus dem Film Captain America: The First Avenger. Die Haupthandlung spielt ein Jahr nach den Ereignissen aus diesem Film. Der Krieg ist vorbei. Peggy Carter ist Teil einer Sicherheitsbehörde, dem SSR,  und dort die einzige Frau. Die anderen Mitarbeiter und ihr Chef Flynn nehmen sie nicht für voll, so dass sie, seit ihrer Versetzung vor drei Monaten, keinerlei Außeneinsätze mehr machen darf. Als sie alleine im Büro ist und erfährt, wo Zodiac zu finden ist, macht sie sich auf eigene Faust auf den Weg. Sie besiegt mehrere Männer und erobert Zodiac zurück. Am nächsten Tag will Flynn sie für ihr Verhalten bestrafen, doch er erhält einen Anruf von Howard Stark. Stark informiert ihn darüber, dass Carter nach Washington kommen und mit ihm die Organisation S.H.I.E.L.D. leiten soll. Flynn informiert Carter widerwillig darüber, dass sie zukünftig S.H.I.E.L.D. leiten soll.

### Der Mandarin (2014)
In Der Mandarin wird gezeigt, wie es mit Trevor nach Iron Man 3 weitergeht. Trevor sitzt im Gefängnis und wird dort von einigen Mithäftlingen verehrt. Einer ist sogar zu seinem Butler geworden. Als andere Häftlinge Trevor töten wollen, beschützt ihn sein Fanclub. Trevor wird von einem Journalisten besucht, der eine längere Interviewreihe mit ihm macht. Im heutigen, letzten, Interview geht es um die Frage, wer Trevor wirklich ist. Dabei zeigt der Journalist auf, dass Trevor in seinem ganzen Leben erfolglos war, bis er den Mandarin spielte. Gegen Ende des Interviews wird deutlich, dass der Journalist Mitglied der „Zehn Ringe“ ist und für den echten Mandarin arbeitet. Und dieser Mandarin will Trevor kennenlernen. Der One-Shot endet mit der Entführung Trevors aus dem Gefängnis.
In einer Szene nach dem Abspann wird gezeigt, dass Justin Hammer ebenfalls in diesem Gefängnis sitzt. Justin Hammer ist neidisch auf Trevor, weil er der Meinung ist, seine Kampfroboter wären eine viel größere Bedrohung gewesen.

### Team Thor: Teil 1 (2016)
Thor ist in Australien und bei Darryl eingezogen. Als er mitkriegt, dass Tony und Steve einen Konflikt haben, will er mitmachen. Aber keiner der beiden reagiert auf Thors Kontaktversuche.

### Team Thor: Teil 2 (2017)
Thor lebt immer noch bei Darryl. Da Thor keine Arbeit im Haushalt erledigen will und keine Miete zahlt, will Thor einen Diener anstellen, der alle seine Aufgaben übernimmt.

### Team Darryl (2018)
Nachdem Thor verschwunden ist, sucht Darryl einen neuen Mitbewohner. Der Grandmaster zieht bei ihm ein.

## Detailangaben zu den Filmen
Einige Rollen tauchen nur als Rückblick auf. In Der Berater sind das Robert Downey Jr. (Tony Stark/Iron Man) und William Hurt (Lieutenant General Thaddeus Ross), in Agent Carter Chris Evans (Captain America).
Da die Kurzfilme Teil des Marvel Cinematic Universe sind, können sie auch konkret in die Zeitleiste eingeordnet werden. Jeder Kurzfilm greift den Film, auf den er sich bezieht, in seiner Handlung, zumindest kurz, auf.
Die Kurzfilme sind Teil des Bonusmaterials der Blu-ray-Versionen der Marvel-Filme (lediglich Agent Carter war auch Teil des Bonusmaterials der Doppel-DVD-Steelbooks). Team Thor: Teil 1 ist als einziges nur in den Vereinigten Staaten und nicht physisch, sondern lediglich als Digital Copy enthalten. Abseits davon ist der Kurzfilm auf offiziellen YouTube-Kanälen von Marvel verfügbar.
| Titel                                              | Originaltitel                                      | Regie            | Hauptperson(en) (Darsteller)                                                                 | Zeitpunkt                                        | Blu-ray                                     |
| -------------------------------------------------- | -------------------------------------------------- | ---------------- | -------------------------------------------------------------------------------------------- | ------------------------------------------------ | ------------------------------------------- |
| Der Berater                                        | The Consultant                                     | Leythum          | Phil Coulson (Clark Gregg) Jasper Sitwell (Maximiliano Hernández)                            | während Der unglaubliche Hulk                    | Thor                                        |
| Etwas Lustiges geschah auf dem Weg zu Thors Hammer | A Funny Thing Happened on the Way to Thor’s Hammer | Leythum          | Phil Coulson (Clark Gregg)                                                                   | während Thor                                     | Captain America: The First Avenger          |
| Objekt 47                                          | Item 47                                            | Louis D’Esposito | Claire (Lizzy Caplan) Bennie Pollock (Jesse Bradford) Jasper Sitwell (Maximiliano Hernández) | 5 Tage nach Marvel’s The Avengers                | Marvel’s The Avengers                       |
| Agent Carter                                       | Agent Carter                                       | Louis D’Esposito | Peggy Carter (Hayley Atwell) Howard Stark (Dominic Cooper)                                   | ein Jahr nach Captain America: The First Avenger | Iron Man 3 (auch DVD)                       |
| Der Mandarin                                       | All Hail the King                                  | Drew Pearce      | Trevor Slattery (Ben Kingsley)                                                               | nach Iron Man 3                                  | Thor – The Dark Kingdom                     |
| Team Thor: Teil 1                                  | Team Thor Team Thor: Part 1 (Disney+)              | Taika Waititi    | Thor (Chris Hemsworth) Darryl Jacobson (Daley Pearson) Bruce Banner (Mark Ruffalo)           | während The First Avenger: Civil War             | The First Avenger: Civil War (USA, digital) |
| Team Thor: Teil 2                                  | Team Thor: Part 2                                  | Taika Waititi    | Thor (Chris Hemsworth) Darryl Jacobson (Daley Pearson)                                       | während The First Avenger: Civil War             | Doctor Strange                              |
| Team Darryl                                        | Team Darryl                                        | Taika Waititi    | Grandmaster (Jeff Goldblum) Darryl Jacobson (Daley Pearson)                                  | nach Thor: Tag der Entscheidung                  | Thor: Tag der Entscheidung                  |